# Ajinembah
Ajinembah is een bestuurslaag in het regentschap Karo van de provincie Noord-Sumatra, Indonesië. Ajinembah telt 859 inwoners (volkstelling 2010).